# Пупс

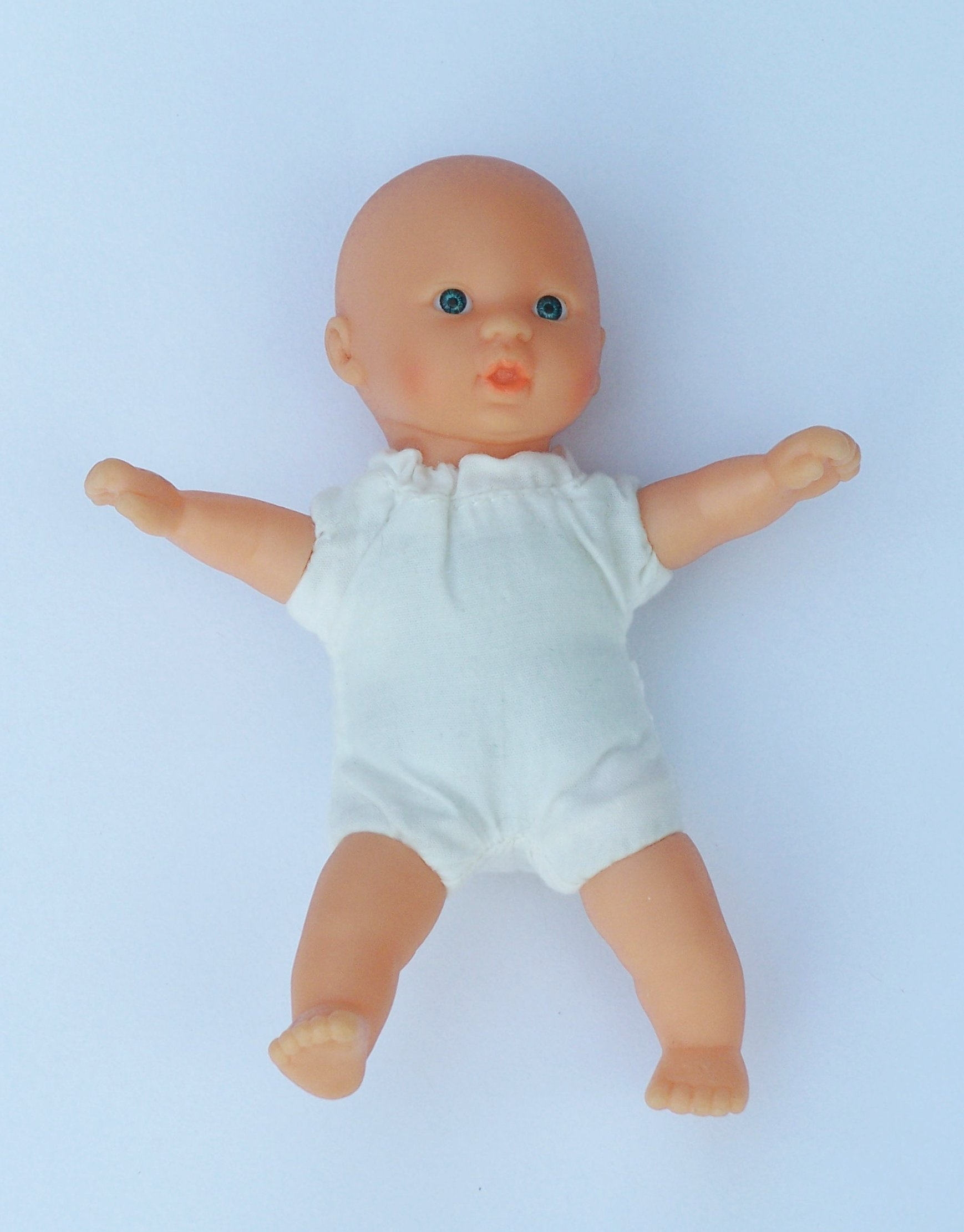
Пупс «Дюймовочка» фірми Simba Toys

Пупс — лялька у вигляді маленької голої дитини. Виготовляють із гуми або м'якого пластика, які легко миються та є гнучкими, що дозволяють їх легко тримати та одягати.
Першого пупса випустили в Німеччині в 1909 році.
У більшості випадків пупс є першою лялькою дитини. У процесі гри дитина ототожнює його з маленькою дитиною, уявляє себе мамою, яка доглядає дитину. Пупси входять у набір іграшок дитячого садка.
Пупси можуть мати різні розміри, функціональні призначення. З найпростішими діти просто граються, лише уявляючи дію годування, сповивають, одягають їх. З більш складнішими можна проводити годування, потрібно міняти підгузки. У 1991 році австралійська фірма Zapf Creation почала виробництво пупса Baby Born, який здатний їсти, пити, справляти потреби, тобто повністю імітує немовля. Цей пупс є однією з найвідоміших ляльок у світі.
Діти до двох років ще не асоціюють пупса з дитиною, проте його можна використовувати для вивчення частин тіла: «покажи око», «де рука» та інше. Згодом діти починають починають робити усвідомлені дії — купають, сповивають пупсів, возять їх в іграшкових візочках. Старші дошкільники граються з «складнішими» пупсами, які мають більші можливості: їх годують, поять, змінюють їм памперси, саджають на горщик і т. ін.
До семи років діти втрачають інтерес до пупсів, їх починають цікавити ляльки, які можна використати для рольових ігор — Барбі, Сінді.
У СРСР ставлення до пупсів мінялося в різні роки. Так на початку 1930-х керівники і методисти дитячого руху вважали їх некорисними іграшками. Під заклики «геть шкідливих пупсів» міняли їх на політехнічні прилади. Проте у другій половині 1930-х років випуск пупсів, як і інших ляльок було відновлено.

## Галерея

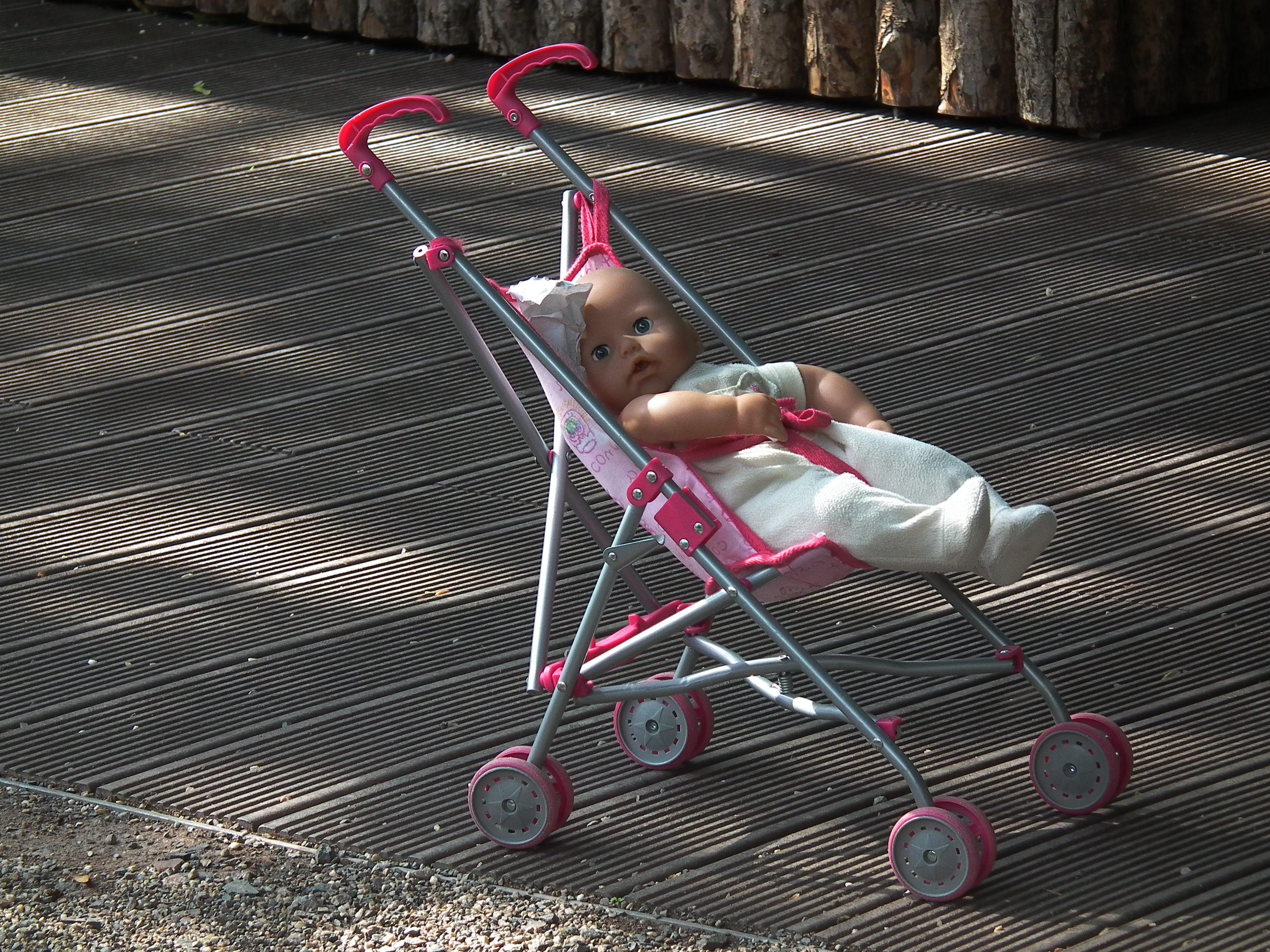
Пупс в іграшковому візочку
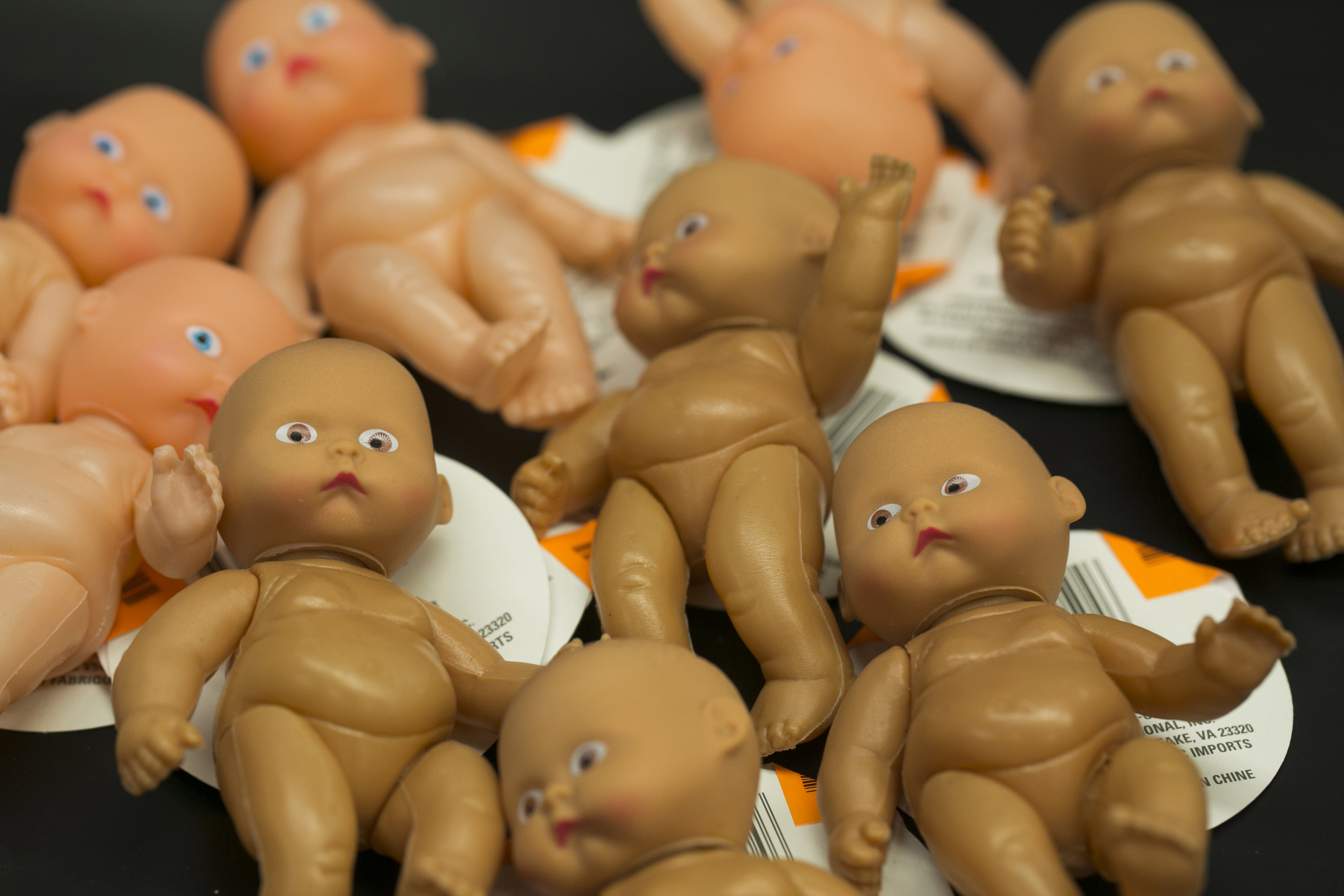
Пупси з Китаю, заборонені до ввозу в США через небезпечний хімічний склад матеріалу